# Barefoot Contessa
Barefoot Contessa es un programa de cocina de la televisión de Estados Unidos, se estrenó el 30 de noviembre de 2002, el show pertenece a la programación del canal Food Network y es presentado por la famosa chef Ina Garten, en cada episodio Garten enseña a preparar platos de diversa complejidad. Aunque su especialidad es la cocina francesa, de vez en cuando prepara los platos de la cocina new england, asiática, tradicional inglesa e italiana. En su programa también da consejos sobre la decoración y entretenimiento.

## Información general
El show de Garten muestra la preparación de platos, generalmente en cada episodio hay invitados, siempre son sus amigos cercanos, colegas o su esposo, Jeffrey. Sus recetas incluyen a menudo las hierbas frescas, que ella cosecha en su jardín del patio trasero. Los arreglos de mesa incluyen tanto platos sencillos y elegantes, y con frecuencia se acompañan de sus propias flores o las que compra en el local de Michael Grim, un florista amigo y local que es frecuente en el programa.
Garten deconstruye recetas francesas complejas como el boeuf bourguignon o pastel Baba au Rhum. Ella se centra en la preparación de los alimentos de manera eficiente y fácil, lo que permite más tiempo para pasar con los huéspedes.
El programa se graba principalmente en la casa de Garten en East Hampton, Nueva York y ofrece un rápido movimiento tomas de cámara y primeros planos (por ejemplo, frutas, los huevos cayendo del cascarón, o la fusión de ingredientes en distintas temperaturas).

## Controversias
En 2011 ABC News reveló que Ina Garten había rechazado el deseo de un niño enfermo terminal de visitar a su show de cocina. El niño había pedido a Make-A-Wish dos veces concederle su deseo antes de morir, el cual consistía en encontrarse con ella en el set de su programa. Ambas solicitudes fueron negadas por Garten.

## Transmisiones Internacionales
Barefoot Contessa se transmite en Australia por el canal Food Network (Australia) y en el Lifestyle Food canal en la plataforma Foxtel, en el Reino Unido en los canales de Good Food and Food Network del Reino Unido, en Polonia en el canal Kuchnia.tv y en el Oriente Medio sobre la Canal Fatafeat.
En América Latina Barefoot Contessa se transmite por la señal Food Network Latinoamérica y en México American Network.

## Premios y nominaciones
| Año  | Premio              | Categoría                                        | Resultado |
| ---- | ------------------- | ------------------------------------------------ | --------- |
| 2005 | Daytime Emmy Awards | Outstanding Service Show                         | Nominado  |
| 2007 | Daytime Emmy Awards | Outstanding Lifestyle Program                    | Nominado  |
| 2008 | Daytime Emmy Awards | Outstanding Lifestyle Host — Ina Garten          | Nominado  |
| 2009 | Daytime Emmy Awards | Outstanding Culinary Program                     | Ganador   |
| 2009 | Daytime Emmy Awards | Outstanding Lifestyle/Culinary Host — Ina Garten | Ganador   |
| 2010 | Daytime Emmy Awards | Outstanding Lifestyle/Culinary Host — Ina Garten | Ganador   |
| 2015 | Daytime Emmy Awards | Outstanding Culinary Program                     | Ganador   |